# Sarrevailingue
Pour les articles homonymes, voir Wellingen (Sarre).
Sarrevailingue (en Allemand Saarwellingen, en Francique mosellan Wellingen) est une commune allemande de Sarre. Elle compte environ 13 000 habitants.

## Quartiers
- Sarrevailingue
- Schwarzenholz
- Reisbach

## Administration
- 1985-2003 : Werner Geibel, SPD
- 2004-2016 : Michael Philippi, SPD
- 2016-aujourd'hui : Manfred Schwinn, SPD

## Jumelages
- Bourbon-Lancy (France)
- Reisbach (Allemagne)
- Stochov (Tchéquie)